# Francesco Petrarca
Francesco Petrarca   (Arezzo, 20 de juliol de 1304 - Arquà Petrarca, 19 de juliol de 1374) fou un important escriptor, poeta i humanista italià del segle xiv o Trecento. La seva obra més coneguda és el Cançoner.

## Biografia

### Infància i joventut

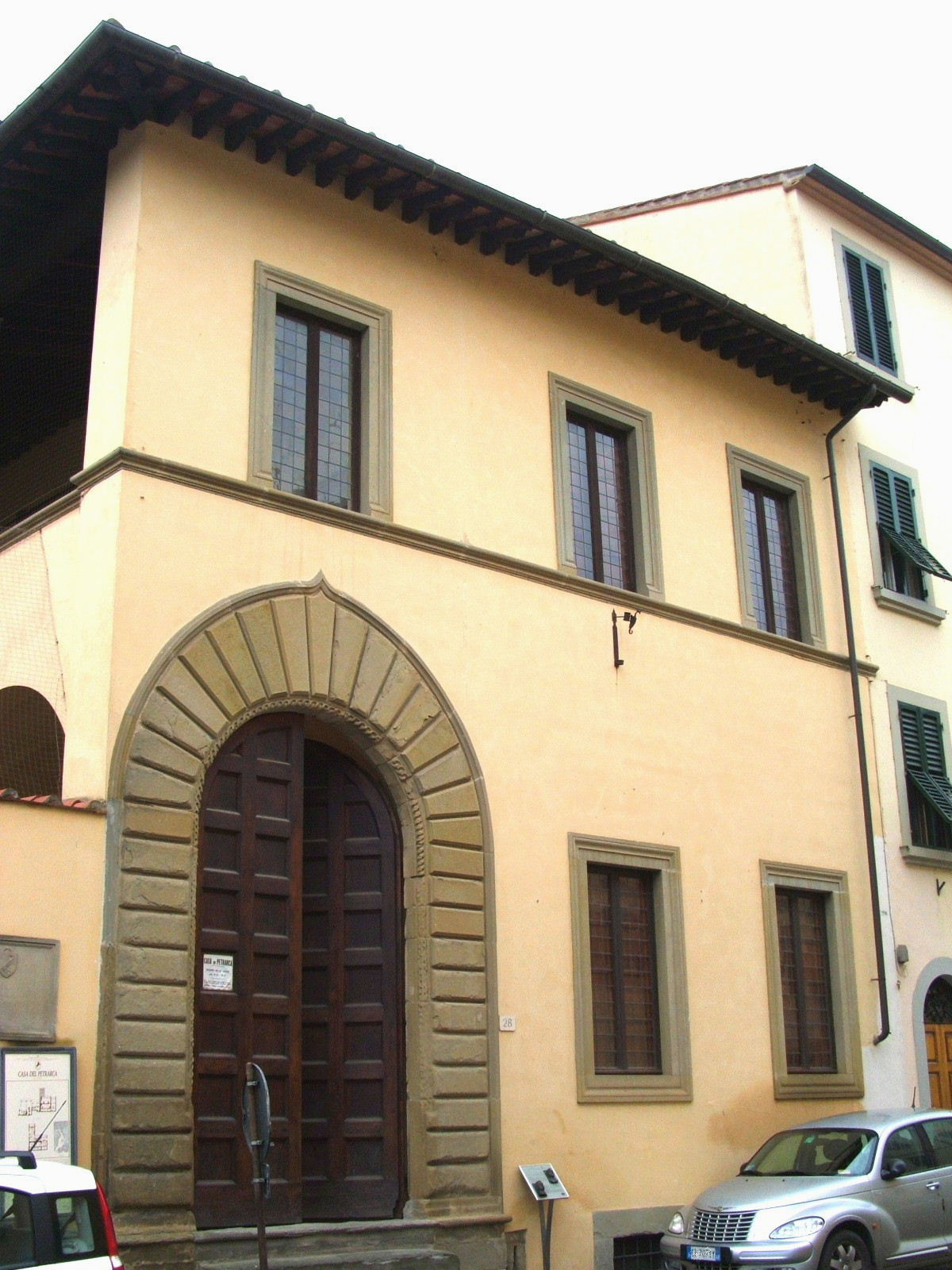
Casa de Petrarca a Arezzo

Francesco Petrarca va nàixer a Incisa, prop d'Arezzo, fill d'Eletta Cangiani (o Canigiani) i del notari Pietro di Parenzo, anomenat Ser Petracco, güelf blanc exiliat de Florència per motius polítics que fou amic de Dante Alighieri. La seva infància va transcórrer a la Toscana, primer a Incisa i després a Pisa, on el seu pare s'havia establert per raons polítiques i econòmiques. Però, ja el 1311, la família es va traslladar a Carpentras, prop d'Avinyó (Provença), on Ser Petracco esperava obtenir algun encàrrec de la cort papal.
Les inclinacions literàries de Francesco es manifestaren ja des de molt jove en l'estudi dels clàssics i en composicions poètiques ocasionals. Malgrat tot, després dels seus estudis gramaticals amb el mestre Convenevole da Prato, fou enviat pel seu pare primer a Montpeller i, posteriorment, amb el seu germà petit Gherardo a Bolonya per estudiar dret civil.
Mort el pare, poc després del seu retorn a la Provença, el dia 6 d'abril de 1327, a l'església de Santa Clara d'Avinyó, Petrarca va trobar Laura, de la qual es va enamorar. Va ser un amor autèntic amb una dona real, com insisteix el poeta en les seves confessions autobiogràfiques (?). Fins avui, Laura és un personatge impossible d'identificar; ni tan sols es pot saber si va existir realment o si es deia realment així. En tot cas, Simone Martini, pintor de l'escola senesa i amic de Petrarca, sembla que en va fer un retrat que malauradament s'ha perdut.
Cap al 1330, esgotat el modest patrimoni que havia heretat, Petrarca s'inicia en la carrera eclesiàstica, pren els ordes menors i s'obliga a observar el celibat i a fer missa. Un antic company d'estudis el va fer entrar com a capellà al servei de la família del cardenal Giovanni Colonna. Per complir encàrrecs d'aquesta il·lustre i noble família romana, en aquells anys va efectuar nombrosos viatges per Europa: va anar a París, Gant, Lieja, on descobrí dues obres de Ciceró, i també Aquisgrà, Colònia i Lió.

### El retorn a Avinyó
Paral·lelament a la formació cultural clàssica i patrística, creixia el seu prestigi en la política: vers el 1335, va iniciar la seva correspondència amb el papa, per intentar no sols d'apaivagar les creixents revoltes que tenien lloc a tota la península Italiana, sinó també obtenir el retorn de la seu pontifícia d'Avinyó a Roma.
Fou en aquest període, entre 1336 i 1350, que va visitar Roma per primer cop; posteriorment va tornar a la Vauclusa, on havia adquirit una casa. També va néixer el seu fill Giovanno, el qual va morir jove, així com una filla, Francesca, fruit d'una misteriosa relació. Els anys següents es va dedicar a la seva primera obra humanística important: Africa, poema èpic en llatí en versos hexàmetres, basat en la Segona Guerra púnica, en el qual segueix molt de prop la narració de Titus Livi. El 8 d'abril de 1341 fou coronat a Roma com a magnus poeta et historicus i obtingué el Privilegium Lauree. Després va escriure les Epistolae metricae i el Bucolicam Carmen, també en hexàmetres llatins.
L'any 1347, es va sentir atret per l'aventura política de Cola di Rienzo, a instàncies del qual va obtenir del papa la promesa de proclamació, el 1350, del jubileu romà. Més endavant, preocupat pel curs dels esdeveniments, es va tornar a acollir a la protecció d'algunes poderoses famílies italianes, com els Visconti de Milà.

### La fugida de la pesta

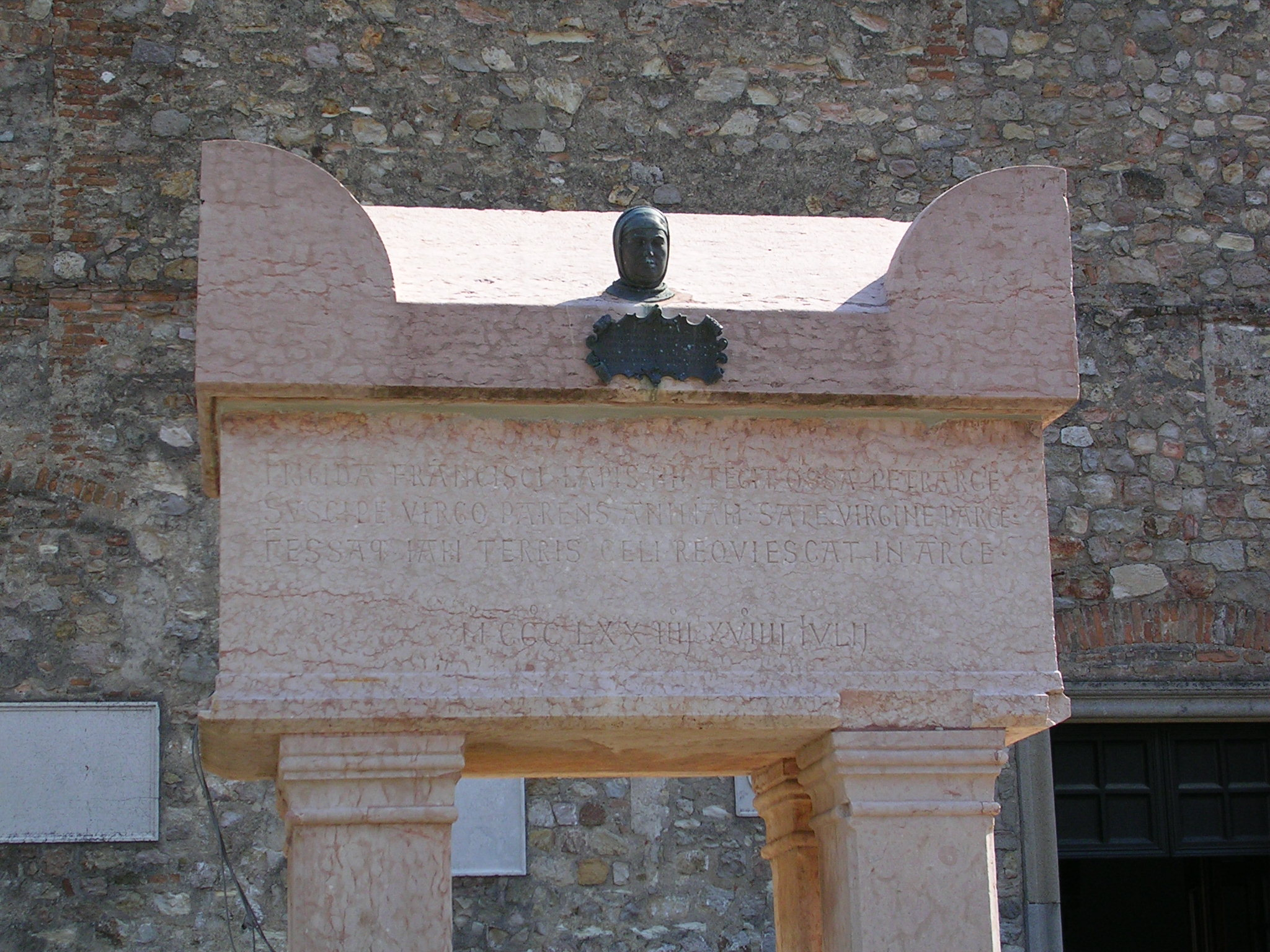
Tomba de Petraca, Arquà Petrarca

El juny de 1361, fugint de la pesta, abandonà Milà per anar a Pàdua i l'any següent a Venècia, on la República de Venècia li va cedir una casa a canvi de la promesa que, quan morís, donaria la seva biblioteca a la ciutat. La tranquil·la estada a Venècia va transcórrer entre amics i llibres, fins que fou pertorbada per un atac a la seva obra i figura per part de filòsofs averroïstes. Amargat per la indiferència dels venecians, després d'alguns breus viatges, va acceptar la invitació de Francesco da Carrara i s'establí a Pàdua. Al cap de poc de temps, es traslladà amb els seus llibres a Arquà, un llogaret tranquil on s'havia fet construir una modesta casa. A Arquà, es va retrobar amb la seva filla Francesca. Només va sortir d'Arquà dues vegades, una per fugir de la guerra entre Pàdua i Venècia, i una altra per pronunciar una oració solemne que ratificava la pau entre ambdues ciutats.
Morí a Arquà la nit del 19 de juliol de 1374. Fou enterrat, per disposició testamentària, a l'església parroquial d'aquella població.

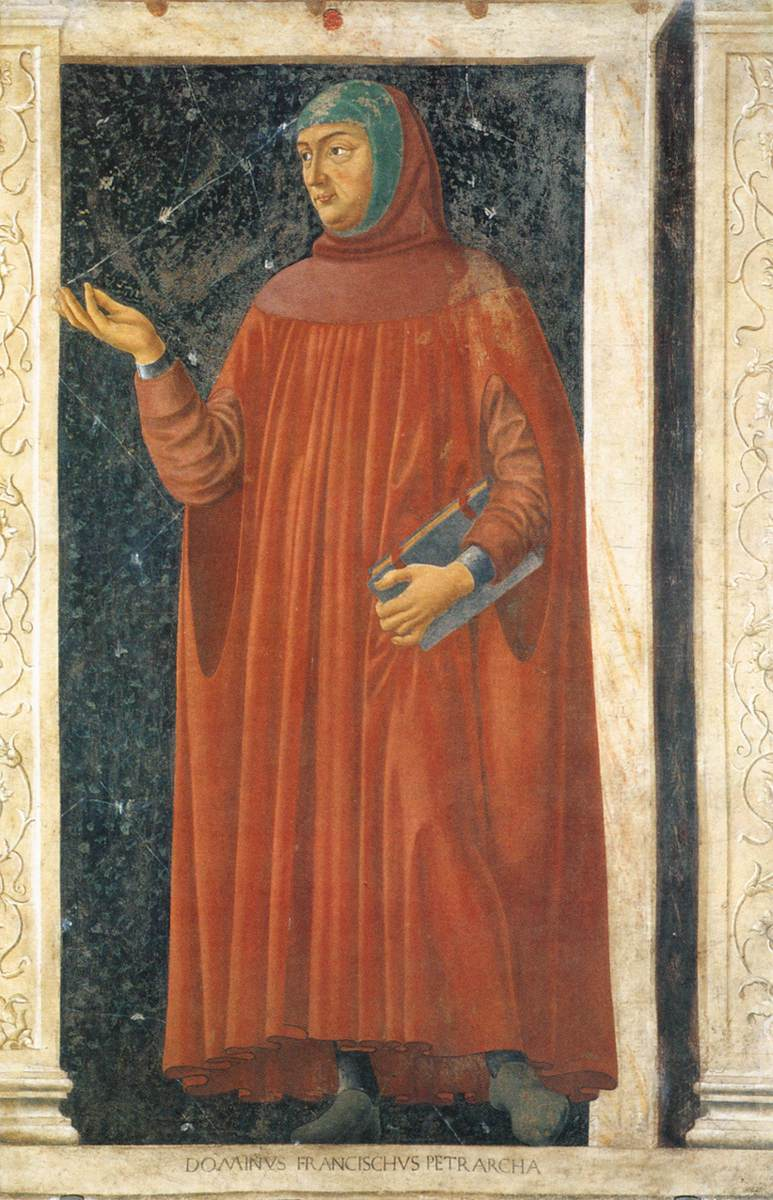
Petrarca, per Andrea del Castagno

## Obra literària

### Obres llatines en vers
- Africa – poema heroic llatí en versos hexàmetres, escrit entre el 1338 i el 1342, que immediatament fou retocat i reescrit pel mateix Petrarca. Basat en la Segona Guerra púnica, seguint de molt a prop la narració de Titus Livi sobre el personatge de Publi Corneli Escipió, vencedor de la batalla de Zama. En aquesta obra, el poeta vol glorificar l'aportació de l'antiga Roma a la civilització.
- Carmen bucolicum – conjunt de dotze èglogues d'inspiració virgiliana que tracten de l'amor, la política, la moral, etc., compostes entre 1346 i 1357.
- Epistolae metricae – 66 cartes o epístoles en versos hexàmetres, escrites entre 1333 i 1361. Algunes tracten de l'amor, si bé la major part tenen un argument polític, literari o moral. Moltes contenen notícies sobre la vida del mateix poeta i algunes parlen del possible retorn del papa a Roma.

### Obres llatines en prosa
- De viris illustribus - (1337) biografies de personatges romans il·lustres.
- Rerum memorandarum - (1350) col·lecció d'exemples històrics i anècdotes sobre l'educació moral.
- Itinerarium Syriacum, descripcions del viatge que va fer entre Gènova i Jerusalem.
- Secretum meum o De contemptu mundi - (obra composta entre el 1347 i el 1353, posteriorment revisada) és un diàleg entre sant Agustí i el mateix poeta sobre el concepte de la veritat, en el qual Petrarca confessa els seus sentiments més íntims: la incertesa, el desig de penediment, la incapacitat de renunciar a Laura i a la glòria. El Secretum és un recorregut ideal per la vida de Petrarca.
- De vita solitaria - (1346-vers 1356) és una exaltació de la solitud.
- De otio religiosorum (otium = 'tranquil·litat d'esperit') - (1346–1356) exalta els avantatges de la vida monàstica, dedicada a la contemplació i allunyada de les ambicions.
- De remediis utriusque fortunae - (1360–1366). Són dos llibres de diàlegs de tipus moral. Petrarca invita a mantenir l'ànim davant les adversitats o la fortuna.
- Invectivae in medicum quemquam - (1355) contra un metge i la medicina de l'època. Defensa la poesia contra la ciència i la mecànica.
- De sui ipsius et multorum ignorantia - (1368) refuta l'acusació de quatre averroïstes venecians i deplora l'aristotelisme cec.
- Invectiva in Gallum o Invectiva contra eum qui maledixit Italiam – contra un cistercenc francès, contrari al retorn de la seu pontifícia a Roma.
- Epistolae (familiars, senils, diverses, sense títol) – són cartes amb intenció moral o literària, escrites, en la major part, per ser publicades. Petrarca va deixar un extens i ric epistolari que dona testimoni dels seus interessos culturals i espirituals i deixa entreveure el rerefons de quaranta anys de vida i història europea.

### Obres en italià
- Canzionere (títol original: Rerum vulgarium fragmenta).
- I Trionfi, que és un poema al·legòric inacabat, començat probablement cap al 1352, durant la darrera estada a la Vauclusa. Els triomfs són sis: «De l'amor sobre els homes», «Del pudor sobre l'amor», «De la mort sobre el pudor», «De la fama sobre la mort», «Del temps sobre la fama» i «De l'eternitat sobre el temps». Petrarca, com a bon humanista, intenta transformar l'erudició en poesia. En el triomf de la mort, Laura s'apareix al poeta per fer una commovedora evocació del seu amor.

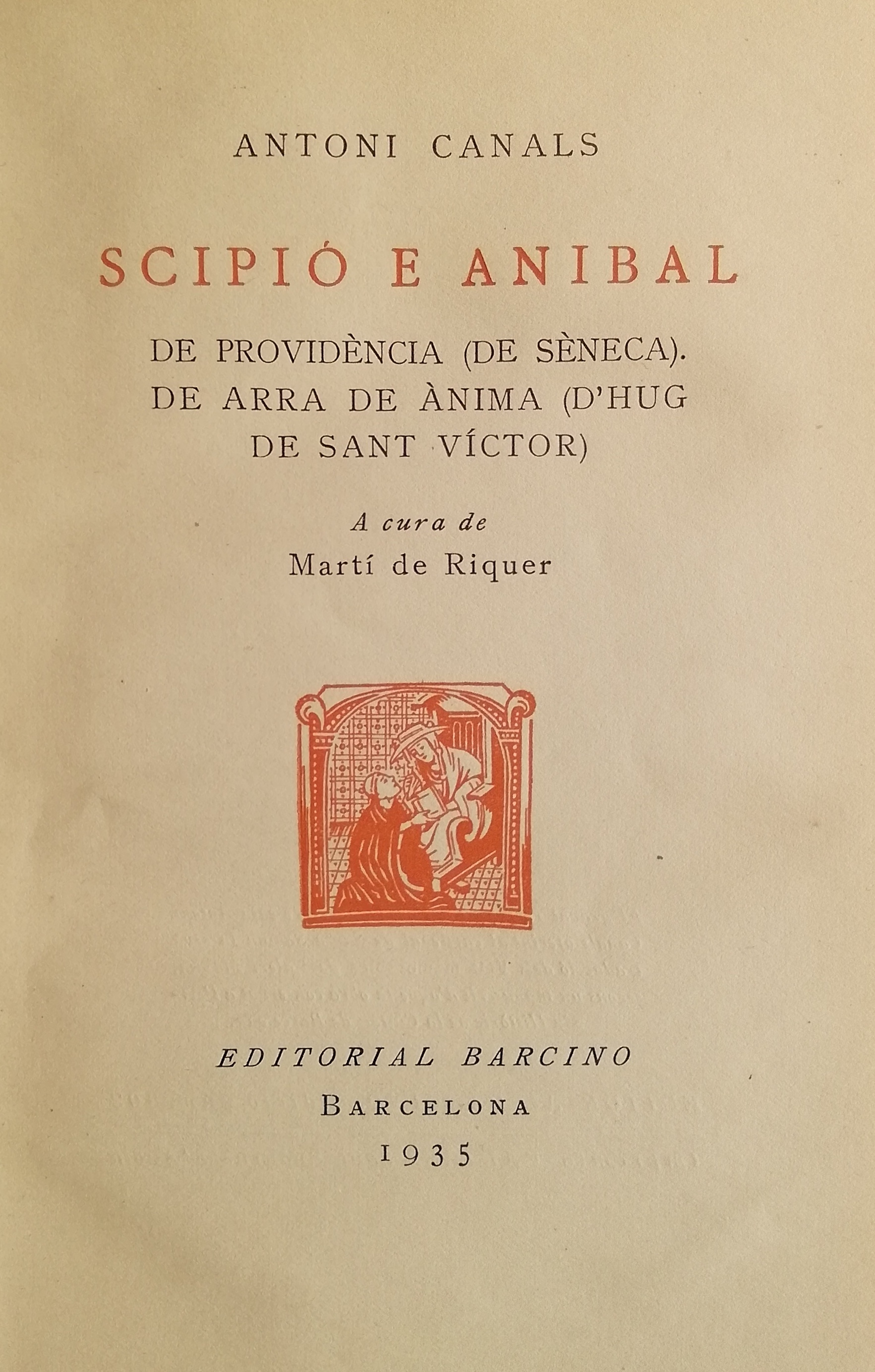
L'obra Africa de Petrarca, on apareixen Escipió i Hanníbal, en una versió/traducció catalana feta cap a l'any 1400 pel frare Antoni Canals. Edició publicada a Barcelona l'any 1935 (juntament amb altres traduccions) per l'Editorial Barcino

### Obra traduïda al català
- Francesco Petrarca. Africa - Scipió e Anibal. Traducció medieval lliure d'Antoni Canals. Barcelona: Editorial Barcino, 1935 (Els Nostres Clàssics).

- Francesco Petrarca. Cançoner. Traducció: Miquel Desclot.  Barcelona: Proa, 2016 (A tot vent-tela). ISBN 978-84-7588-642-.[3]
- Francesco Petrarca. Carta a la posteritat. Carta a Boccaccio. (en llatí - català). Traducció: Joan Bastardas i Pere J. Quetglas.  Martorell: Adesiara, 2007 (Aetas). ISBN 978-84-92405-00-8.
- Francesco Petrarca. La meva ignorància i la de molts altres (en llatí - català). Traducció: Laura Cabré.  Martorell: Adesiara, 2010 (Aetas). ISBN 978-84-92405-30-5.
- Francesco Petrarca. Elogi de la vida solitària. Traducció: Núria Gómez Llauger.  Barcelona: Angle Editorial, 2011. ISBN 978-84-15002-25-3.

## Petrarca i la música
Francesco Petrarca ha gaudit d'una fortuna en la història de la música només comparable a la que ha merescut ell mateix en la història de la literatura. Això té un mèrit indiscutible si es té en compte que el poeta rarament va escriure poesia pensant en la música (només els pocs madrigals i balades del Cançoner s'acomoden a les formes musicals del seu temps, l'Ars nova italiana, deutora de l'Ars nova francesa). Tanmateix, tot el Cançoner –que ell no va anomenar amb aquest títol musical, sinó amb un decebedor Rerum vulgarium fragmenta– testimonia una oïda sofisticadíssima, no gens amiga justament de la melodia fàcil i cantadora d'alguns dels seus predecessors.
Això no és gens sorprenent en un poeta que es va formar al cor de la Provença, on havia culminat la gran tradició trobadoresca i on, de fet, encara es mantenia viva, bé que amb respiració assistida. En realitat, sabem que Petrarca tocava el llaüt i que tenia diversos amics músics (entre ells, el ferrarès Tommaso Bombaio, a qui el poeta va llegar el llaüt que va retenir fins al final de la seva vida). Així i tot, només se'ns ha conservat una sola peça musical contemporània amb un text seu: el madrigal Non al suo amante, escrit cap a 1350 per Jacopo da Bologna, que no se sap del cert si tenia res a veure amb el Jaquet da Bolunya que va treballar a la cort de Pere el Cerimoniós entre 1378 i 1386.
Tot i que la seva influència com a humanista reivindicador dels clàssics llatins s'estendria de seguida per tot Europa, la seva obra poètica en italià trigaria molt a ser coneguda. No és estrany, doncs, que s'hagi d'esperar fins al segle següent per trobar un text seu -un de sol- en una obra del gran Guillaume Dufay: la cançó Vergine bella, sobre la primera estrofa del darrer poema del Cançoner. Però els immediats successors de Dufay de l'escola francoflamenca no van tenir encara accés a la poesia de Petrarca i, de nou, ens caldrà esperar un segle més per trobar els seus versos en l'obra dels compositors.

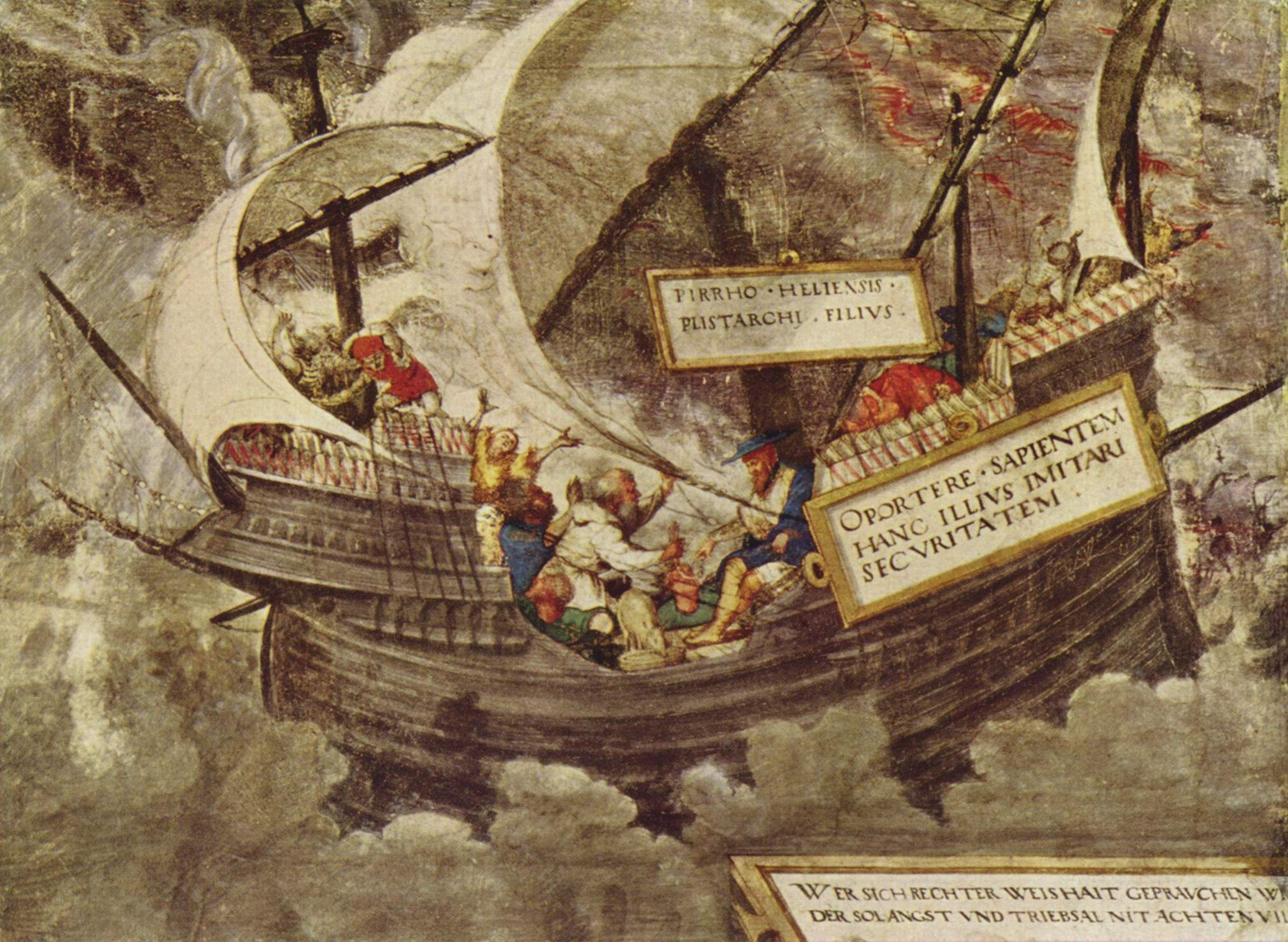
Quadre homenatge al mestre Petrarca

### El canvi
El canvi es produirà amb la revolució petrarquista propiciada per l'edició de Pietro Bembo del Cançoner, l'any 1501, a la impremta d'Aldo Manuzio de Venèzia. Amb aquesta edició i amb els seus escrits, Bembo imposarà la poesia de Petrarca com a model per a les noves generacions, amb tanta fortuna que la febre petrarquista s'estendrà com una taca d'oli més enllà dels Alps i tot, fins a infectar mig Europa, i no sols entre poetes, sinó també entre músics. Així, en l'emergent madrigal cinccentista italià, impulsat pels compositors francoflamencs que cada vegada gravitaven més cap a Itàlia, la poesia petrarquista, tant de Petrarca mateix com dels seus imitadors renaixentistes, hi tindrà el lloc de màxim honor.
En pocs decennis, els milers de versos del Cançoner van passar per la interpretació polifònica dels nombrosos madrigalistes del segle XVI; algun compositor, com Matteo Rampollini, va dedicar a Petrarca tota una col·lecció monogràfica, però el més habitual era que la poesia del toscà aparegués als llibres de madrigals al costat de l'obra dels seus imitadors. Des dels francoflamencs Adrian Willaert, Jacques Arcadelt, Cyprian de Rore, Philippe de Monte, Roland de Lassus o Jacques de Wert fins als ja protobarrocs Claudio Monteverdi, Giulio Caccini o Sigismondo d'India, passant pels grans mestres italians del madrigal Luca Marenzio o Giovanni Pierluigi da Palestrina, tots van musicar en un grau o altre la poesia de Petrarca. Fins i tot, músics com el nostre Lluís del Milà, que no va ser cap madrigalista ni va treballar a Itàlia, en musicaven poemes.

### Passa la febrada
Després d'aquella embranzida espectacular, era lògic que la poesia del toscà restés a l'ombra de la història musical per molt de temps. Però, el prestigi de la seva obra es va mantenir prou intacte perquè músics tan diferents com l'il·lustrat Franz Joseph Haydn (a la cantata Solo et penoso, en italià) o el ja romàntic Franz Schubert (en tres lieder, sobre tres sonets traduïts a l'alemany) hi poguessin recórrer amb naturalitat.

### Apogeu romàntic
Ja en ple apogeu romàntic, el cosmopolita Ferenc Liszt encara va musicar tres cèlebres sonets de Petrarca en italià, cançons que després va transcriure per a piano sol i que, sota aquesta forma, no han abandonat mai el repertori. I ja en ple segle xx, un compositor tan essencial com Arnold Schönberg es va acostar a Petrarca (sempre en alemany) en tres ocasions. Les dues primeres, als inicis de la seva carrera, dins l'atractiu cicle de sis cançons op. 8, de 1904. La darrera, molt més interessant, dins Serenata, op. 24, escrita a principis dels anys vint, en ple desenvolupament del mètode dodecatònic. En aquesta ocasió, les onze síl·labes dels versos petrarquians serveixen a Schönberg per a una enginyosa aplicació incompleta de la sèrie de dotze notes (a raó de nota per síl·laba), que al vers següent es veu obligada a començar una síl·laba més tard que a l'anterior, amb la conseqüència que cap vers no ostenta mai la mateixa melodia que un altre, tot i observar-s'hi rígidament la repetició de la sèrie. Així, doncs, ens trobem davant un poeta del segle xiv situat a l'avantguarda de la música del xx.